# تاباسكو
تاباسكو (بالإسبانية: Tabasco)‏، ورسميًا تدعى بـ: ”وِلايَةُ تاباسكو الحُرَّة وذات السّيادَةِ” (بالإسبانية: Estado Libre y Soberano de Tabasco)‏، هي إحدى ولايات المكسيك الواحدة والثلاثين. وهي مقسمة في 17 بلدية وعاصمتها هي مدينة فيلاهيرموسا. وهي تقع في الجنوب الشرقي من البلاد على الحدود مع ولايات كامبيتشي إلى الشمال الشرقي، فيراكروز إلى الغرب وتشياباس في الجنوب، ومقاطعة بيتين في غواتيمالا إلى الجنوب الشرقي. ولها شريط ساحلي في الشمال مع خليج المكسيك. وتغطي الغابات المطيرة أكثر مساحة الولاية، وتحظى بنسبة وفيرة لهطول الأمطار على مدار السنة، على عكس معظم المناطق الأخرى من المكسيك. لهذا السبب، توجد بها العديد من البحيرات الصغيرة والمستنقعات والأنهار. وتعاني الولاية من الفيضانات الكبرى، وحدث آخرها في عام 2007، والذي أثّر على ثمانين في المئة من الولاية. الولاية هي أيضًا موطن لا فينتا، وهو موقع رئيسي لحضارة الأولمك، والتي تعتبر أصل حضارات وسط أمريكا اللاحقة. ورغم أنها تنتج كميات كبيرة من النفط والغاز الطبيعي فإن الفقر لا يزال يشكل مشكلة في الإقليم.

## البلديات
تنقسم الولاية إلى 17 بلدية في أربعة مناطق هي: تشونتالبا، والمنطقة الوسطى، وسيرا، ومنطقة النهر. والبلديات هم:
| - بالانكان - كارديناس - سينتلا - سينترو - كومالكالكو - كوندواكان - إيمليانو زاباتا - هويمانغويلو - جالابا | - جالبا دي مينديز - جونوتا - ماكوسبانا - ناكاجوكا - باريسو - تاكوتالبا - تيبا - تينوسيكوي |

## اللغة
بخلاف بقية ولايات المكسيك، تستخدم في تاباسكو (مع فيراكروز) اللهجة الكاريبية من اللغة الإسبانية بسبب التأثير الكوبي الكبير على المنطقة.

## جغرافيا
تجاور تاباسكو ولاية فيراكروز غرباً، وتشياباس جنوباً، وكامبيتشيه في شمال الشرق، وقسم بيتين (في غواتيمالا) شرقاً، وخليج المكسيك شمالاً. من بين مدن تاباسكو: سيوداد بيميكس، وكارديناس، إمليانو زاباتا، وماكوسبانا، وسان ميغيل، وتينوسيكوي، وتورتوغويرو.
أكبر الأنهار التي تجري في الولاية هما غريجالفا وأوسوماسينتا، اللذان يجريان في سهل يسمى بتاباسكو. سهل تاباسكو ساحلي، تهطل عليه أمطاراً غزيرة، وهو مغطّى بغابات الأمطار الاستوائية.

## أعلام
- فرناندو هيريرا أفيلا
- روبرتو مندوزا فلوريس
- رافاييل دومينغيز